# Berytinus montivagus
Berytinus montivagus är en insektsart som först beskrevs av Meyer-dür 1841.  Berytinus montivagus ingår i släktet Berytinus, och familjen styltskinnbaggar. Arten är reproducerande i Sverige.